# Uomo del mio tempo

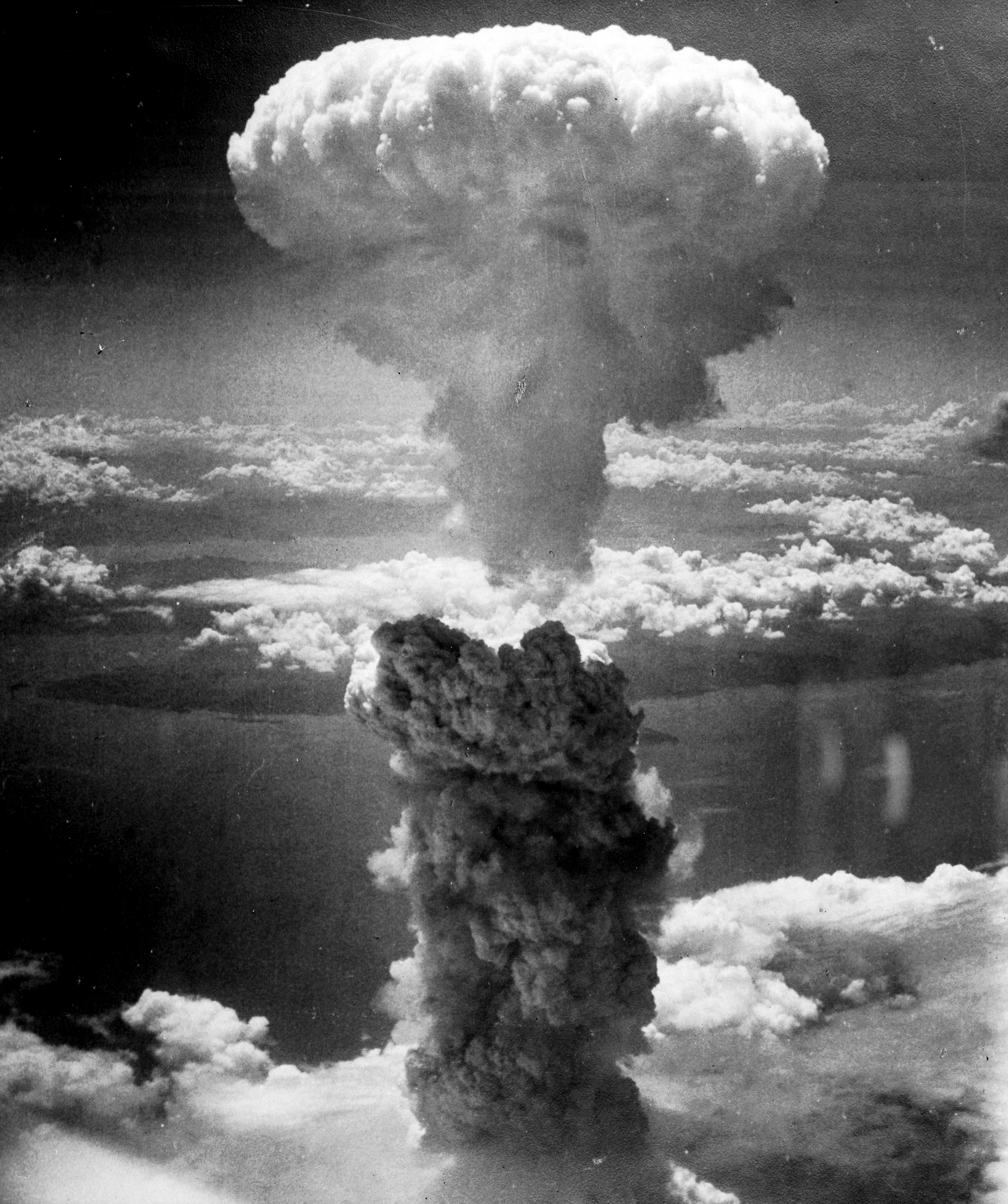
Il fungo nucleare causato da Fat Man, simbolo del progresso scientifico usato in modo barbaro, citato nella poesia

Uomo del mio tempo è una poesia di Salvatore Quasimodo, ultima lirica di Giorno dopo giorno (1946).
La poesia è sviluppata sul tema secondo il quale l'uomo nel corso della storia abbia modificato solamente il modo di combattere, infatti ancora oggi combatte contro altri uomini, perciò sotto vari aspetti è ancora primitivo. 
Al termine della Seconda Guerra Mondiale, ancora sconvolto dagli orrori a cui ha assistito, Salvatore Quasimodo lancia un appello perché un futuro di pace, di umana fratellanza possa prospettarsi alle giovani generazioni.

## Analisi del componimento

### Testo
Sei ancora quello della pietra e della fionda,

uomo del mio tempo. Eri nella carlinga,

con le ali maligne, le meridiane di morte,

t’ho visto – dentro il carro di fuoco, alle forche,

alle ruote di tortura. T’ho visto: eri tu,

con la tua scienza esatta persuasa allo sterminio,

senza amore, senza Cristo. Hai ucciso ancora,

come sempre, come uccisero i padri, come uccisero

gli animali che ti videro per la prima volta.

E questo sangue odora come nel giorno

Quando il fratello disse all’altro fratello:

«Andiamo ai campi». E quell’eco fredda, tenace,

è giunta fino a te, dentro la tua giornata.

Dimenticate, o figli, le nuvole di sangue

Salite dalla terra, dimenticate i padri:

le loro tombe affondano nella cenere,

gli uccelli neri, il vento, coprono il loro cuore.

### Tematiche
La tematica principale in questa poesia di Quasimodo è l'uomo del suo tempo e di tutta l'esistenza (che, dopo tutto ciò che ha passato, continua a fare male ai più deboli), del novecento, il quale è caratterizzato dal ripiombare sempre nella violenza; anzi, questo è amplificato dal notevole progresso della scienza, sfruttato in modo errato e usato dall'uomo per uccidere altri uomini. Nonostante questo, però, il poeta negli ultimi 4 versi allude a una certa speranza, in quanto esorta la nuova generazione a non seguire le orme, gli insegnamenti dei propri padri e quindi di dimenticare le “nuvole di sangue”, cioè ad abbandonare un mondo contaminato dalla violenza. Perciò con questa poesia Quasimodo vuole certo trasmettere questo mondo oramai impregnato di sangue e di atrocità, ma spera anche che la nuova generazione possa cambiarlo e renderlo migliore, in modo tale da non ripetere eventi disastrosi come le guerre.

### Sintesi del componimento
L'autore mira a denunciare l’uomo di essere portatore di morte e di violenza; questo atteggiamento dura da secoli di storia durante i quali non è svanita la stessa spinta irrazionale tipica dell’uomo primitivo, armato di pietra e fionda.
L’uomo viene descritto nella carlinga, con le ali maligne, un’analogia, a cui si riferisce l’espressione meridiane di morte; infatti come l’ombra proiettata dalla meridiana colpita dal sole, segna le ore del giorno, così le ali dell’aereo, proiettando la loro ombra, segnano le ore della morte.
L’odore del sangue è lo stesso odore del sangue del primo fratricidio di Caino ed Abele, per cui ciò sta ad indicare che il ricordo continua nei secoli, che l’uomo continua ad uccidere i padri, con la stessa primitiva brutalità, senza pietà.
La preposizione “senza” si ripete con insistenza per sottolineare la mancanza di amore e di fede che porta l’uomo ad uccidere, la stessa azione che si ripete instancabilmente dal primo fratricidio, e per invitare i giovani a dare una svolta al corso della storia.
Ciò verrà poi ripreso negli ultimi versi, in cui il poeta spera che “le tombe dei padri affondino nella cenere” e con loro anche gli animi maligni, gli uccelli neri, simbolo di morte, e il vento, mezzo di trasmissione, che turbano i cuori.
In questo quadro di morte il poeta definisce l’uomo “senza amore” e “senza Cristo” perché dove c’è violenza non può esserci amore e tanto meno Cristo e qualora il nome di Dio venga usato per convalidare una guerra si afferma una bestemmia.
Questa denuncia riguarda le guerre di tutti i tempi, ma nello specifico egli si rivolge ai tragici eventi della Seconda Guerra Mondiale.
In chiusura Quasimodo si rivolge alle generazioni future, esortandole a non commettere gli stessi errori del passato e a impegnarsi per giungere a sopprimere la violenza e la brutalità, costruendo un mondo basato sull’amore, sul rispetto e sulla pace.

### Sintassi
La costruzione sintattica segue le regole grammaticali. Le parole sono accalorate, vibranti, accorate, in particolar modo quelle adoperate nei versi quattordicesimo e quindicesimo, con le quali il poeta invita i giovani a dimenticare gli errori dei loro padri, per costruire un mondo nuovo fondato sulla fratellanza, la pace, la democrazia. Le parole tratte dal gergo (ambito militare e scientifico) sono tre: carlinga, meridiane, scienza esatta. Le immagini sono crude e realistiche:
- quello della pietra e della fionda;
- Eri nella carlinga...dentro il carro di fuoco, alle forche, alle ruote di tortura;
- quando il fratello disse al fratello: andiamo ai campi;
- gli uccelli neri, il vento, coprono il loro cuore.

A partire dal settimo verso, il tono si fa incalzante, la tensione cresce, per quell’odore di sangue che fuoriesce dalla memoria di tanti delitti; le immagini diventano macabre e feroci.
Le figure retoriche adoperate sono:
- con le ali maligne: metafora;
- le meridiane di morte: metafora;
- dentro il carro di fuoco: metafora;
- senza Cristo: metafora;
- E questo sangue odora come il giorno quando il fratello disse all’altro fratello: andiamo ai campi: analogia;
- nuvole di sangue: metafora;
- gli uccelli neri, coprono i loro cuori: metafora
- eco fredda: sinestesia.

Nel quarto e nel quinto verso abbiamo la ripetizione delle parole: t’ho visto, questo serve per dare più forza alla sua affermazione. Anche nei versi  sette e otto viene ripetuto il verbo: uccidere; l’effetto che ne riceviamo è quello della gravità e della frequenza con cui l’uomo ha portato morte  sulla faccia della terra. Nella poesia ci sono diverse metafore che hanno i seguenti significati.
- "Ali maligne”:  si riferisce alle ali degli aerei bombardieri e sta a significare che i piloti sono portatori di dolore, attraverso le bombe.
- “Meridiane di morte”: si riferisce alla figura che formano le ali degli aerei con la loro ombra. Significa che gli aerei, che volano attraverso le ali, sono portatori di morte con le loro bombe.
- “carro di fuoco”: si riferisce ai carri armati e alle loro armi da fuoco.
- “nuvole di sangue” : in questo caso il poeta si riferisce alla terra, che troppo satura di sangue versato, emana nuvole di questo tipo.

Nel brano sono presenti anche dei paragoni come: “sei ancora quello della pietra e della fionda”, e “hai ucciso ancora come uccisero i tuoi padri”.

### Analisi stilistica
L’uomo a cui si rivolge il poeta nel titolo della poesia, è un uomo delle generazioni passate, che hanno portato morte, distruzione e barbarie; infatti, il poeta che compone questa poesia ha sotto gli occhi gli orrori della Seconda guerra mondiale, che hanno sconvolto il suo animo. 
Nella poesia, l’argomento principale (e di cui vuole renderci partecipi il poeta) è quello di superare l’odio, le barbarie e la distruzione dell’uomo del passato e creare un futuro di pace e fratellanza. Il testo poetico è stato scritto dopo la fine della Seconda guerra mondiale, infatti il poeta fa riferimento alle terribili armi che sono state utilizzate in questo conflitto e alla scienza che è stata piegata allo sterminio. La lirica è facilmente divisibile in due parti: la prima dal verso uno al verso tredici, mentre la seconda da questo punto alla fine. Nella prima parte il poeta rivolge la poesia a tutti gli uomini del passato, partendo da Caino, il primo uomo ad uccidere, ed arrivando fino alla Seconda grande guerra. I tempi qui utilizzati sono il presente indicativo, l’imperfetto indicativo, il passato prossimo e il passato remoto. Nella seconda parte, invece, la poesia è scritta per noi uomini di oggi. Il poeta esorta vivamente noi giovani a dimenticare i nostri padri e riesce a fare ciò attraverso l’uso dell’imperativo presente.
Anche gli scienziati, secondo il poeta, sono degli uomini da dimenticare nei loro sepolcri, in quanto hanno piegato la scienza, creandone una loro, atta allo sterminio.
La poesia si rivolge a tutti gli uomini del nostro tempo, chiedendoci di dimenticare gli scempi, per creare una società migliore, serena e pacifica.

#### Confronto traUomo del mio tempoeIn morte del fratello Giovanni
Salvatore Quasimodo esorta i figli a dimenticare i padri, mentre Ugo Foscolo, nei Sepolcri, ci invita a ricordarli. Possiamo spiegare questa differente presa di posizione attraverso le correnti a cui sono appartenuti questi poeti. Il primo, un ermetico, è troppo sconvolto dagli orrori della guerra, e decide di scrivere contro, in ogni caso. L’altro, un poeta romantico e neoclassico, ha la concezione della vita come un bene ultraterreno, e sa accettare la morte, con il suo struggente dolore. Anche nella sua poesia “ In morte del fratello Giovanni” troviamo ciò: il poeta, distrutto dall’esperienza ci esorta a rimembrare i nostri cari, affinché di loro non si perda la memoria.